# Reparación de crédito
La Reparación de Crédito es un proceso mediante el cual una persona o empresa mejora su capacidad para pedir dinero prestado, por ejemplo, corrigiendo información incorrecta en su informe de crédito o reduciendo su monto de deuda.
También puede entenderse a la reparación de crédito como el proceso de arreglar o reparar la mala situación crediticia que pudo verse deteriorado por una serie de diferentes razones. Muchas veces las personas pueden reparar su situación crediticia disputando los errores directamente con los centros de informes crediticios, mientras que en otros casos puede requerirse de un extenso trabajo de reparación de crédito.
Por último, otra forma de reparar el crédito es lidiar con problemas financieros fundamentales, como el presupuesto, con el fin de abordar preocupaciones legítimas por parte de los prestamistas.
Por otro lado, tenemos a las empresas reparadoras de crédito, que utilizando alguno de los modelos antes mencionados, se dedican a prestar servicios tendientes a mejorar la capacidad crediticia de sus clientes mediante distintos procesos. En algunos países como Estados Unidos, estas empresas están reguladas por normativas específicas en la materia, como suele ser el caso de la Ley de Organizaciones de Reparación de Crédito, o CROA, por sus siglas en inglés, mientras que en otros países, no existe normativa específica, y son reguladas por las normas mercantiles generales de cada país.

## Antecedentes
La reparación de crédito inició en la década del 90, siendo pionera en ello las empresas como Lexington Law, con sede en Nueva York, USA. El modelo de reparación de crédito fue prontamente replicado en todo el mundo gracias a la globalización, ya que esto permitió que las grandes empresas calificadoras de riesgo crediticio tengan presencia en la mayoría de los países del mundo.
A su vez, los principales Bureau de Crédito fueron presentando alternativas al consumidor en general, quien muchas veces demandaba a estos por disputas de información. El Bureau de Crédito incentiva al consumidor a realizar el reclamo directamente, pero el proceso podría ser extenso y largo, y muchas veces sin resultado alguno.
Ello originó que, entre estas empresa (Bureau de crédito y empresas especializadas en reparación de crédito) se generara una guerra de desprestigio. Mientras el Bureau de Crédito puede indicarle al consumidor en general que la reparadora de crédito podría engañarlo y que debe realizar el reclamo directamente ante ellas, la reparadora de crédito le indica a su cliente que el Bureau de Crédito es el que lo está afectando y que nunca tuvo interés en su situación, caso contrario, hubiera corregido el error ni bien lo hubiere notado. Al fin de cuentas, la información errónea y muchas veces ilegal, termina siendo un costo más del modelo de negocio del Bureau de crédito, dando lugar a que el modelo de reparación de crédito prospere a lo largo del mundo como práctica comercial, ante la desconfianza del consumidor.

## Desprestigio de la Reparación de Crédito
Si bien la Reparación de Crédito es una actividad completamente lícita, y muchas veces regulada por normativa específica de cada país, existe un gran desprestigio a nivel mundial de la actividad. Ello se debe, no solo a la publicidad negativa que el Bureau de Crédito, o los acreedores, podrían realizar de la actividad, sino que, como es una actividad no basada en el resultado, muchas veces existen oportunistas que se valen de consumidores desesperados dispuestos a pagar cualquier precio con tal de que su situación crediticia sea mejorada, incluso sabiendo que muchas veces lo que está cuestionando es correcto y legítimo.

## Empresas reparadoras de crédito
Cada empresa aplica un modelo propio, por lo general las empresas dedicadas a la reparación de crédito brindan:
- Asesoría legal y financiera: tomando en cuenta ingresos, egresos y deudas, determinan cuánto se destinará al pago de deudas.
- Negociación: negocian con los bancos y otras instituciones buscando un descuento para que el pago acordado sea considerado como pago total.
- Canalización de las llamadas de los despachos de cobranza: se reducen las llamadas de cobranza dirigiéndose, con la empresa reparadora de crédito.
- Reincorporación al sistema crediticio: Obteniendo un crédito a la medida de los clientes, para sanear su historial dentro de las Sociedades de Información Crediticia (SIC).

## Reparación de Crédito en Estados Unidos
La Reparación de crédito en Estados Unidos está regulada por la Ley de Organizaciones de Reparación de Crédito, o CROA, por sus siglas en inglés.  Existen varias empresas que brindan Reparación de Crédito como práctica comercial, aunque bien el consumidor podría también reclamar en forma directa ante el Buró de Crédito. Aun así, si el consumidor deseara dejarlo en manos de una empresa con experiencia en la materia, la FTC advierte sobre las consideraciones que el consumidor debería tener en cuenta antes de contratar a una empresa Reparadora de Crédito. Cabe destacar que muchas de las acciones tomadas por las agencias de reparación de crédito como chequear el informe de crédito y disputar errores con las agencias crediticias, pueden ser llevadas a cabo por los mismos usuarios, sin necesidad de contratar a un tercero.
Las principales empresas reparadoras de crédito en Estados Unidos son: Lexington Law, Sky Blue Credit Repair, CreditRepair.com, entre otras.

## Reparación de Crédito en México
No existe normativa legal que regule a las reparadoras de crédito en México, sin embargo, existen varias empresas reparadoras de crédito en México. 

## Reparación de Crédito en Argentina
No existe normativa legal que regule a las reparadoras de crédito en Argentina. Generalmente las Reparadoras de Crédito y los Bufetes de Abogados que se dedican a asistir a los consumidores en dicho país se valen la normativa de Protección de los Datos Personales, y la normativa legal general con el fin de solicitar la corrección de los informes negativos, erróneos o caducos ante los Buró de Crédito, aunque bien el consumidor también podría realizar el reclamo en forma directa. Aun así, si el consumidor deseara dejarlo en manos de un profesional o a una empresa Reparadora de Crédito con experiencia, los especialistas en la materia en dicho país advierten que existen muchos sitios de internet que podrían engañar a los consumidores mediante esta práctica, al no ofrecer datos claros, u ofrecer información confusa.
El Colegio Público de Abogados de Buenos Aires recomienda siempre solicitar los datos de los Abogados intervinientes, comunicándose en forma directa con dicho colegio o realizando la consulta directa en el sitio web oficial del mismo, de modo de verificar que los datos de los profesionales correspondientes coincidan.